# ランボー宏輔
ランボー宏輔（ランボー こうすけ、1984年3月5日 - ）は、日本の男性総合格闘家。千葉県八千代市出身。パラエストラ千葉所属。

## 来歴
2009年9月27日、第16回全日本アマチュア修斗選手権にバンタム級で出場。準決勝で加藤昌良(マッチョ・ザ・バタフライ)と対戦し、判定勝ち。決勝戦では本間祐輔と対戦し、判定負け。準優勝に終わる。
2010年1月23日、プロ修斗デビュー戦となる2010年度バンタム級新人王トーナメント1回戦で金内雄哉と対戦し、判定1-1でドローとなるが、規定によりランボーが2回戦に進出。その後、2回戦、準決勝と勝ち進み、2010年12月18日、決勝戦で本間祐輔と対戦し、KO勝利。アマチュア時代の雪辱を果たすとともに、2010年修斗バンタム級新人王となった。
2011年5月28日、修斗で越智晴雄と対戦し、KO負け。
2012年1月21日、修斗バンタム級インフィニティトーナメント1回戦にて、高野祥之と対戦し、判定2-0で勝利。9月30日、インフィニティトーナメント2回戦にて、戸澤真澄美と対戦し、判定負け。
2013年4月21日、修斗でのぶ渡辺と対戦し、ネックシザースで勝利を収めた。この勝利により、4月22日付けでプロ修斗クラスAに昇格を果たした。
2014年6月14日、ONE FCにてアドリアーノ・モラエスと対戦。試合はインドネシアのジャカルタで行われ、ランボーにとって初めての海外進出、そして初めての国際戦であったが、3R、肩固めで一本負け。
2015年2月11日、修斗世界バンタム級挑戦者決定戦にて菅原雅顕と再戦し、3Rにスリーパーホールドにより一本負け。
2015年5月3日、修斗でマモルと対戦。判定1-1でドロー。
2015年9月19日、シュートボクシングに初出場し、スーパーバンタム級1位の植山征紀と対戦。1Rにパンチの連打でスタンディングダウンを奪うも、2R飛び膝蹴りで逆転KO負け。
2016年4月23日、修斗で前田吉朗と対戦。1Rにフックでダウンを奪ったが、2Rにスリーパーホールドで一本負け。
2016年10月18日、DEEP初出場となったDEEP CAGE IMPACT 2016で安谷屋智弘と対戦し、1Rチョークスリーパーで一本負け。
2017年5月13日、DEEP CAGE IMPACT 2017で越智晴雄と6年振りに再戦し、0-3の判定負け。
2017年9月16日、DEEP 79 IMPACTでDEEPフライ級王者和田竜光とノンタイトル戦で対戦し、2Rチョークスリーパーで一本負け。
2019年10月22日、DEEP 92 IMPACTで島袋チカラと対戦し、フロントチョークで秒殺の一本勝ち。
2020年9月20日、DEEP 97 IMPACTで藤田大和と対戦し、2Rに左フックを被弾し倒れたところにパウンドの追撃を受け、KO負け。

## 人物・エピソード
- リングネームの由来は映画「ランボー」であり、試合時は迷彩柄のトランクスを着用し、モデルガンを持って入場する。
- 障害者福祉団体である、NPO法人あすぴれんとの理事を務めている。

## 戦績

### プロ総合格闘技
| 総合格闘技 戦績 | 総合格闘技 戦績 | 総合格闘技 戦績 | 総合格闘技 戦績 | 総合格闘技 戦績 | 総合格闘技 戦績 | 総合格闘技 戦績 |
| --------------- | --------------- | --------------- | --------------- | --------------- | --------------- | --------------- |
| 29 試合         | (T)KO           | 一本            | 判定            | その他          | 引き分け        | 無効試合        |
| 14 勝           | 3               | 3               | 8               | 0               | 3               | 0               |
| 12 敗           | 3               | 5               | 4               | 0               | 3               | 0               |

| 勝敗 | 対戦相手               | 試合結果                                         | 大会名                                                                                               | 開催年月日     |
| ×    | 藤田大和               | 2R 0:36 KO（左フック→パウンド）                  | DEEP 97 IMPACT                                                                                       | 2020年9月20日  |
| ○    | 島袋チカラ             | 1R 0:48 フロントチョーク                         | DEEP 92 IMPACT                                                                                       | 2019年10月22日 |
| ×    | 鮎田直人               | 5分2R終了 判定1-2                                | DEEP 90 IMPACT                                                                                       | 2019年6月29日  |
| ○    | 石神保貴               | 2R 1:49 フロントチョーク                         | DEEP 86 IMPACT                                                                                       | 2018年10月27日 |
| ×    | 村元友太郎             | 5分2R終了 判定0-3                                | DEEP 83 IMPACT                                                                                       | 2018年4月28日  |
| ×    | 和田竜光               | 2R 4:50 チョークスリーパー                       | DEEP 79 IMPACT                                                                                       | 2017年9月16日  |
| ×    | 越智晴雄               | 5分3R終了 判定0-3                                | DEEP CAGE IMPACT 2017                                                                                | 2017年5月13日  |
| ○    | 石綱テツオ             | 5分3R終了 判定3-0                                | DEEP CAGE IMPACT 2016                                                                                | 2016年12月17日 |
| ×    | 安谷屋智弘             | 1R 3:05 チョークスリーパー                       | DEEP CAGE IMPACT 2016 in KORAKUEN HALL                                                               | 2016年10月18日 |
| ×    | 前田吉朗               | 2R 2:43 スリーパーホールド                       | 修斗 FIGHT & MOSH                                                                                    | 2016年4月23日  |
| ○    | 北原史寛               | 5分3R終了 判定3-0                                | 修斗 インフィニティリーグ2015フェザー級最終戦                                                        | 2015年12月20日 |
| △    | マモル                 | 5分3R終了 判定1-1                                | 修斗 MOBSTYLES 15th Anniversary TOUR FIGHT & MOSH                                                    | 2015年5月3日   |
| ×    | 菅原雅顕               | 3R 4:06 スリーパーホールド                       | 修斗 SHOOTO GIG TOKYO Vol.18                                                                         | 2015年2月11日  |
| ×    | アドリアーノ・モラエス | 3R 1:25 肩固め                                   | ONE FC 17: Era of Champions                                                                          | 2014年6月14日  |
| ○    | 梶川卓                 | 5分2R終了 判定3-0                                | 修斗 2014年第1戦                                                                                     | 2014年1月13日  |
| ○    | 菅原雅顕               | 5分3R終了 判定3-0                                | 修斗 2013年第4戦                                                                                     | 2013年9月29日  |
| ○    | 萩原幸太郎             | 5分3R終了 判定2-0                                | 修斗 SHOOTO GIG TOKYO Vol.15                                                                         | 2013年8月25日  |
| ○    | のぶ渡辺               | 3R 3:46 ネックシザース                           | 修斗 SHOOTO GIG TOKYO Vol.14 ～東日本大震災復興支援チャリティ～                                      | 2013年4月21日  |
| ○    | 六本木洋               | 5分2R終了 判定3-0                                | 修斗 2013年第1戦                                                                                     | 2013年1月20日  |
| ×    | 戸澤真澄美             | 5分2R終了 判定0-3                                | 修斗 ～東日本大震災復興支援チャリティ～ 【バンタム級インフィニティトーナメント2012 2回戦】           | 2012年9月30日  |
| ○    | 高野祥之               | 5分2R終了 判定2-0                                | 修斗 SHOOTO GIG TOKYO Vol.8 【バンタム級インフィニティトーナメント2012 1回戦】                       | 2012年1月21日  |
| ×    | 渡辺健太郎             | 1R 4:48 KO(右フック)                             | 修斗 BORDER -season 3- 「轟雷」                                                                      | 2011年9月4日   |
| ×    | 越智晴雄               | 2R 2:10 KO(左フック→パウンド)                    | 修斗 SHOOTO GIG TOKYO Vol.6 ～東日本大震災支援チャリティ～                                           | 2011年5月28日  |
| △    | オニボウズ             | 5分2R終了 判定1-1                                | 修斗 SHOOTOR’S LEGACY 02                                                                             | 2011年4月1日   |
| ○    | 本間祐輔               | 1R 4:52 KO(右ストレート→パウンド)                | 修斗 THE ROOKIE TOURNAMENT 10 FINAL 【新人王決定トーナメント バンタム級 決勝】                       | 2010年12月18日 |
| ○    | 青山忍                 | 1R 1:57 KO(パンチ連打→パウンド)                  | 修斗 SHOOTO GIG CENTRAL Vol.21 【新人王決定トーナメント バンタム級 準決勝】                          | 2010年10月24日 |
| ○    | 井島裕彰               | 2R 3:51 KO(飛びヒザ蹴り)                         | 修斗 SHOOTING DISCO 12～Stand by Me～                                                                | 2010年6月6日   |
| ○    | 高野祥之               | 5分2R終了 判定3-0                                | 修斗 The Way of SHOOTO 02～Like a Tiger、Like a Dragon～ 【新人王決定トーナメント バンタム級 2回戦】 | 2010年3月22日  |
| △    | 金内雄哉               | 5分2R終了 判定0-0(優勢2－1でランボーが2回戦進出) | 修斗The Way of SHOOTO～Like a Tiger、Like a Dragon～ 【新人王決定トーナメント バンタム級 1回戦】     | 2010年1月23日  |

### キックボクシング
| キックボクシング 戦績 | キックボクシング 戦績 | キックボクシング 戦績 | キックボクシング 戦績 | キックボクシング 戦績 | キックボクシング 戦績 | キックボクシング 戦績 |
| --------------------- | --------------------- | --------------------- | --------------------- | --------------------- | --------------------- | --------------------- |
| 1 試合                | (T)KO                 | 判定                  | その他                | 引き分け              | 無効試合              |                       |
| 0 勝                  | 0                     | 0                     | 0                     | 0                     | 0                     |                       |
| 1 敗                  | 1                     | 0                     | 0                     | 0                     | 0                     |                       |

| 勝敗 | 対戦相手 | 試合結果               | 大会名                                       | 開催年月日    |
| ×    | 植山征紀 | 2R 1:45 KO(飛び膝蹴り) | SHOOT BOXING2015～SB30th Anniversary～ act.4 | 2015年9月19日 |

### アマチュア総合格闘技
| 勝敗 | 対戦相手 | 試合結果                             | 大会名                                                              | 開催年月日     |
| ×    | 本間祐輔 | 3分2R終了 判定39-46                  | 第16回全日本アマチュア修斗選手権 【バンタム級 決勝戦】              | 2009年9月27日  |
| ○    | 加藤昌良 | 4分1R終了 判定26-21                  | 第16回全日本アマチュア修斗選手権 【バンタム級 準決勝戦】            | 2009年9月27日  |
| ○    | 北島進   | 4分1R終了 判定30-21                  | 第16回全日本アマチュア修斗選手権 【バンタム級 2回戦】               | 2009年9月27日  |
| ○    | 三谷敏生 | 1R 0:36 ストレートアームバー         | 第16回全日本アマチュア修斗選手権 【バンタム級 1回戦】               | 2009年9月27日  |
| ○    | 藤井徹   | 2R 0:45 ネックシザース               | 第8回関東アマチュア修斗選手権 【バンタム級 決勝戦】                 | 2009年6月21日  |
| ○    | 内野晃宏 | 1R 3:47 フロント・スリーパーホールド | 第8回関東アマチュア修斗選手権 【バンタム級 準決勝戦】               | 2009年6月21日  |
| ○    | 呑谷尚平 | 1R 2:34 フロント・スリーパーホールド | 第8回関東アマチュア修斗選手権 【バンタム級 2回戦】                  | 2009年6月21日  |
| ×    | 高野祥之 | 1R 0:31 フロント・スリーパーホールド | 第5回東日本アマチュア修斗オープントーナメント 【バンタム級 決勝】   | 2008年12月21日 |
| ○    | 蒔田伸吾 | 1R 2:40 KO                           | 第5回東日本アマチュア修斗オープントーナメント 【バンタム級 準決勝】 | 2008年12月21日 |
| ○    | 横田泰直 | 1R 2:39 チキンウィングアームロック   | 第5回東日本アマチュア修斗オープントーナメント 【バンタム級 2回戦】  | 2008年12月21日 |
| ○    | 荻窪祐輔 | 4分1R終了 判定32-22                  | 第5回東日本アマチュア修斗オープントーナメント 【バンタム級 1回戦】  | 2008年12月21日 |

## 獲得タイトル
- 第5回東日本アマチュア修斗オープントーナメント バンタム級 準優勝(2008年)
- 第8回関東アマチュア修斗選手権 バンタム級 優勝(2009年)
- 第16回全日本アマチュア修斗選手権 バンタム級 準優勝(2009年)
- 修斗バンタム級新人王(2010年)

## 表彰
- 修斗 敢闘賞（2010年）